# جيني كابوتو
جيني كابوتو (بالإنجليزية: Jennie Caputo)‏ هي لاعبة جمباز فني أمريكية، ولدت في 5 يناير 1918، وتوفيت في 29 يناير 1996.

## وصلات خارجية
- جيني كابوتو على موقع أوليمبيديا (الإنجليزية)